# Liste der Bodendenkmale in Zörbig
In der Liste der Bodendenkmale in Zörbig sind alle Bodendenkmale der Stadt Zörbig und ihrer Ortsteile aufgelistet. Grundlage ist die Veröffentlichung der Landesdenkmalliste mit Stand vom 25. Februar 2016. Die Baudenkmale sind in der Liste der Kulturdenkmale in Zörbig aufgeführt.
| Denkmal-ID | Fundart                | Ortsteil        | Bezeichnung                                          | Zeitstellung | Lage                                                              | Bemerkungen | Bild |
| ---------- | ---------------------- | --------------- | ---------------------------------------------------- | ------------ | ----------------------------------------------------------------- | --- | ---- |
| 428301103  | Befestigung > Burg     | Zörbig          | Burghügel                                            | Mittelalter  | südwestlicher Ortsrand, in die Stadtbefestigung einbezogen (Lage) | Burg Zörbig, um 1000 im Besitz der Wettiner, Bergfried im 16. Jh. erhöht. Anlage relativ stark überprägt und bebaut. |      |
| 428301104  | Befestigung            | Zörbig          | Stadtbefestigung um die rechteckige Altstadt führend | Mittelalter  | (Lage)                                                            | Reste der slawischen Wallanlagen erhalten (10. Jh.), Stadtbefestigung ehemals mit drei Toren, wobei heute nur noch Hallesches Tor mit Hausmannsturm (1556) erhalten ist, Leipziger Tor (1480) und Heidetor (1518) existieren nicht mehr. |      |
| 428301099  | Befestigung > Burg     | Salzfurtkapelle | Wasserburg „Burg“                                    | Mittelalter  | südlicher Ortsrand (Lage)                                         | komplett überbaut |      |
| 428301096  | Grabmal > Grabhügel    | Quetzdölsdorf   | Grabhügel „Mettine“                                  | Neolithikum  | 0,3 km östlich vom Ort (Lage)                                     | bis ins 13. Jh. auch „Mettine“ genannt |      |
| 428301095  | Befestigung > Burg     | Prussendorf     | Wasserburg                                           | Mittelalter  | südlicher Ortsrand (Lage)                                         | Wallanlage mit vorgelagertem Graben, inmitten der Anlage befindet sich ein größerer Teich |      |
| 428301086  | Befestigung > Burg     | Göttnitz        | Wasserburg „Wallberg“                                | Mittelalter  | 0,2 km nördlich vom Ort (Lage)                                    | ovaler Burghügel in vermutlich ehemals feuchter Niederung |      |
| 428300323  | Befestigung > Burg     | Cösitz          | Wasserburg                                           | Mittelalter  | Ortslage bekannt, Wald (Lage)                                     | überbaute slawische Wallburg |      |
| ?          | Befestigung > Burg     | Cösitz          | Burgwall                                             |              | nördlicher Ortsrand, Priesdorfer Straße (Lage)                    | Reste des Burgwalls einer slawischen Burg |      |
| 428301102  | Befestigung > Burg     | Spören          | Burghügel                                            | Mittelalter  | im Ort, an der Kirche (Lage)                                      | Im Volksmund als „Berg“ bezeichnet. Archäologisch als Motte bestimmt, auf einem künstlich aufgeschütteten Hügel (etwa um 1100 erbaut).                                                                                                   |      |
| 428300340  | Grabmal > Megalithgrab | Schortewitz     | Großsteingrab „Heidengrab“                           | Neolithikum  | nördlicher Ortsrand, Heidenberg (Lage)                            | |      |